# Ритини
Ритини (на гръцки: Ρητίνη, в превод смола, стари форми Ρεντίνη, Ρεντίνια) е село в Северна Гърция, в дем Катерини, област Централна Македония. Основната църква в Ритини е „Света Троица“.

## География
Селото е разположено на 550 m надморска височина, на около 25 km западно от град Катерини, в склоновете на планината Фламбуро (Пиерия). На около 3 km североизточно от Ритини се намира манастирът „Свети Георги“.

## История

### В Османската империя
Името на селището се среща в различни варианти: Ρεντίνι (1900), Ρητίνια, Ριτίνια (1949), Ρετίνι, Ρετίνια, Ρητίνα, Ρητίνη (1921, 1951).
В XIX век Ритини е чифлик на берски бей. В църквата „Света Троица“ иконите „Кръщение“ (1852) и „Възкресение“ (1852) са дело на зографа Анастасиос от Литохоро. Гробищната църква „Свети Атанасий“ и манастирът „Свети Георги“ са обявени в 1967 година за защитени паметници на културата.
Според Васил Кънчов („Македония. Етнография и статистика“) в 1900 година Ретинаки има 480 жители гърци, а Ретина - 160 гърци християни, като и двете са отбелязани в Берска кааза. Според секретаря на Българската екзархия Димитър Мишев („La Macédoine et sa Population Chrétienne“) в 1905 година в Ретинаки (Retinaki) има 480 гърци.
В 1910 година в Ретиния (Ρετίνια) има 750 жители патриаршисти.
При преброяването в 1912 година селото е отбелязано с език гръцки и религия християнска.

### В Гърция
През октомври 1912 година, по време на Балканската война, в селото влизат гръцки части и след Междусъюзническата война в 1913 година селото остава в Гърция. При преброяването от 1913 година в селото има 505 мъже и 460 жени. В 20-те години в селото не са настанявани гърци бежанци.
Населението традиционно произвежда жито, тютюн и картофи и се занимава частично и със скотовъдство.
| Име                    | Име              | Ново име | Ново име  | Описание                     |
| ---------------------- | ---------------- | -------- | --------- | ---------------------------- |
| Дервени                | Ντερβένι         | Клисура  | Κλεισούρα | връх на СЗ от Ритини (834 m) |
| Вакуфико Мандри        | Βακούφικο Μανδρί | Мандри   | Μαντρί    |                              |
| Карадол                | Καράντολο        | Рема     | Ρέμα      | местност на И от Ритини      |
| Аполтара или Абултонес | Άμπουλτώνες      | Деси     | Δέση      | местност на СИ от Ритини     |

| Година    | 1913 | 1920 | 1928 | 1940 | 1951 | 1961 | 1971 | 1981 | 1991 | 2001 | 2011 | 2021 |
| --------- | ---- | ---- | ---- | ---- | ---- | ---- | ---- | ---- | ---- | ---- | ---- | ---- |
| Население | 965  | 806  | 1082 | 1706 | 1637 | 1386 | 1848 | 1806 | 1578 | 1674 | 1138 | 890  |

## Личности
Родени в Ритини
- Атанасиос Сясопулос (Αθανάσιος Σιασόπουλος), гръцки андартски деец, четник[13]
- Василиос Томопулос (Βασίλειος Θωμόπουλος), гръцки андартски деец, ръководител на местния комитет[14]
- Йоанис Граматикос (Ιωάννης Γραμματικός), гръцки андартски деец от трети клас, ръководител и куриер на местния комитет[14]
- Георгиос Томопулос Гогос (Γεώργιος Θωμόπουλος ή Γκόγκος), гръцки андартски деец от втори клас, води чета в Олимп заедно със Стрембинас, Франгакос, Рокас и Анагностакос, участва в атаките срещу дейците на румънската пропаганда Апостол Хаджигогу и Ценга, също и в Балканските войни[13]
- Николаос Папаниколау (Νικόλαος Παπανικολάου), гръцки андартски деец, четник[13]